# Meyer Wolf Weisgal

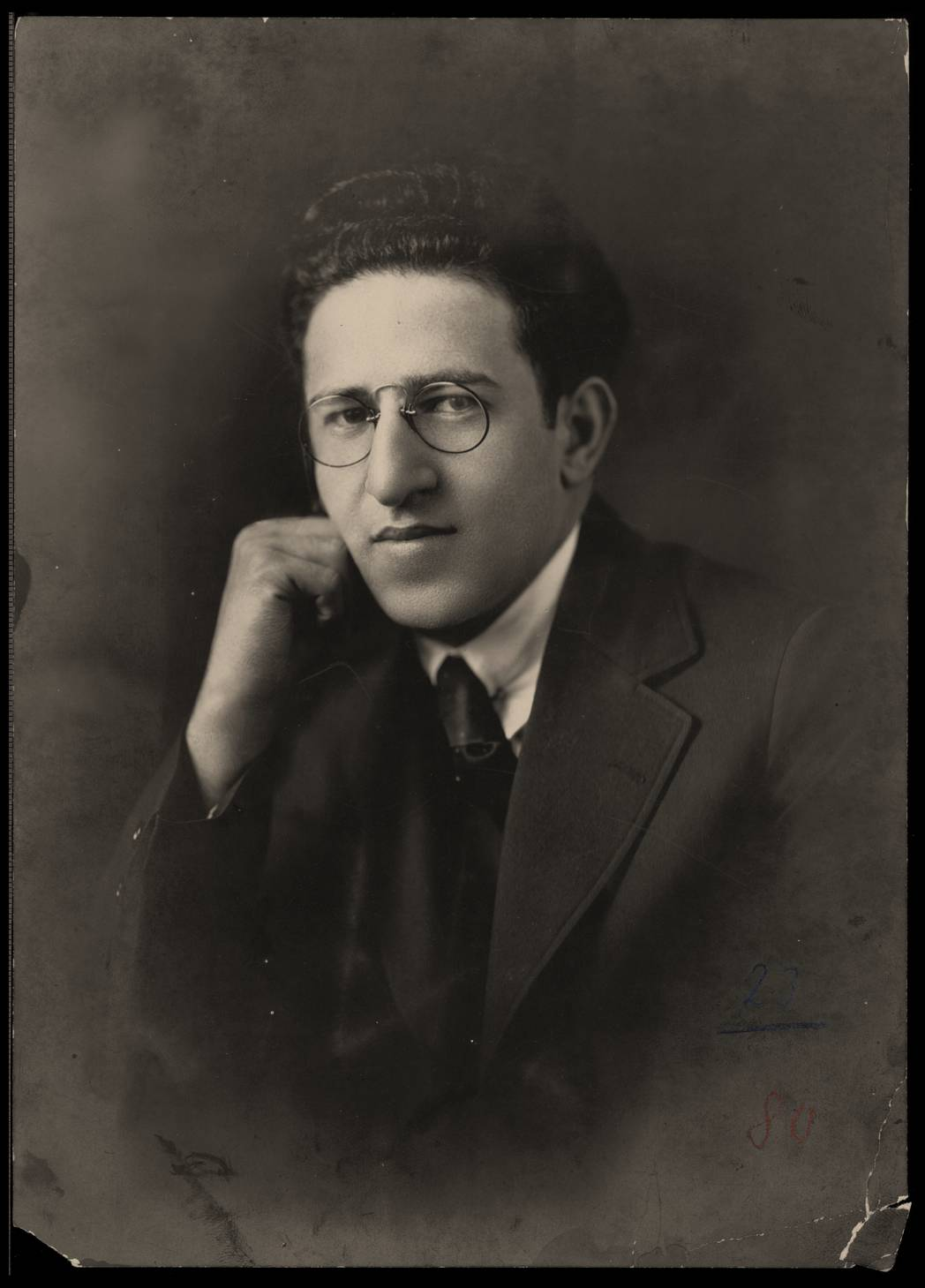
Meyer Wolf Weisgal

Meyer Wolf Weisgal (* 10. November 1894 in Kikół; † 29. September 1977 in Rehovot) war ein US-amerikanischer Journalist polnischer Herkunft, der sich für den Zionismus einsetzte.

## Leben
Im Alter von elf Jahren wurde Meyer Wolf Weisgal von seinen Eltern nach New York gebracht, wo er seine Schulausbildung abschloss. Danach studierte er an der Columbia University Journalismus. Während des Ersten Weltkriegs diente er in der Armee. 1923 heiratete er Shirley Hirshfeld. Aus der Ehe gingen drei Kinder hervor.
1926 gab er Werke des Dichters Chaim Nachman Bialik in englischer Übersetzung heraus; von 1930 bis 1932 war er Herausgeber des Jewish Standard of Toronto, 1944 gab er zum 70. Geburtstag Chaim Weizmanns ein Buch über diesen heraus. Ferner betätigte er sich als Theatermanager. Im Jahr 1932 hatte er großen Erfolg mit dem Stück The Romance of a People und in den frühen 1930er Jahren schickte er angeblich ein Telegramm an „Max Reinhardt, Europa“, das trotz dieser unzureichenden Adressangabe ankam, und bahnte einen Kontakt mit Reinhardt an. Er brachte mit Reinhardt eine Bühnenversion des Mittsommernachtstraums heraus, die erfolgreicher war als die nachfolgende Verfilmung, und motivierte ihn außerdem, ein zionistisches Broadway-Stück zu entwickeln. Reinhardt engagierte Franz Werfel für das Libretto und Kurt Weill für die Musik, doch Der Weg der Verheißung geriet schon in der Planungsphase in finanzielle Schwierigkeiten, spielte 1937 ein gewaltiges Defizit ein und wurde erst 62 Jahre später anlässlich des 100. Geburtstags Weills wieder aufgeführt. 1962 fungierte Weisgal wieder als Herausgeber eines biographischen Werks über Weizmann, diesmal anlässlich des zehnten Todestags Weizmanns. 1971 erschien Weisgals Autobiographie So Far bei Random House.
Schon ab 1915 war Weisgal in der zionistischen Bewegung tätig gewesen und 1917 löste er Louis Lipsky als Herausgeber des Maccabean ab, aus dem 1921 The New Palestine wurde. Nach der Spaltung der zionistischen Bewegung in den USA 1921 stand er auf der Seite seiner Lehrer Louis Lipsky und Chaim Weizmann. Von 1921 bis 1930 war er Sekretär der Zionistischen Organisation von Amerika und ab 1925 nahm er an allen Weltkongressen der Zionisten teil.  Meyer Wolf Weisgal wurde 1940 persönlicher Repräsentant Weizmanns und bald darauf Generalsekretär der amerikanischen Sektion der Jewish Agency. Diesen Posten füllte er bis 1946 aus. 1943 wurde die Errichtung eines jüdischen Staates nach dem Zweiten Weltkrieg beschlossen. Ab 1944 war er an der Einrichtung des Chaim Weizmann Institute of Science in Rehovot beteiligt, in dem er in den folgenden Jahren eine wichtige Rolle spielen sollte: Ab 1949 war er der Direktor des Instituts und lebte in Israel. Nach Weizmanns Tod 1952 war Weisgal an der Planung des Yad Chaim Weizmann beteiligt. In den folgenden Jahren wurde er immer wieder mit politischen und Repräsentationsaufgaben für Israel betraut.